# Virtus Pallacanestro Bologna 2008-2009
Questa voce raccoglie le informazioni riguardanti la Virtus Pallacanestro Bologna nelle competizioni ufficiali della stagione 2008-2009.

## Stagione
La stagione 2008-2009 della Virtus Pallacanestro Bologna sponsorizzata La Fortezza è la 71ª nel massimo campionato italiano di pallacanestro, la Serie A.
Dopo aver raggiunto la salvezza solo nelle ultime giornate della stagione precedente la Virtus costruisce una squadra ambiziosa, portando sotto le Due Torri giocatori come Sharrod Ford, Earl Boykins, Keith Langford e Jamie Arnold. Arrivano anche Dušan Vukčević (di ritorno dopo una stagione a Milano), e Alex Righetti, giocatore di grande esperienza nel basket italiano. Viene inoltre ingaggiato Petteri Koponen, promettente play finlandese. Nel roster virtussino vengono riconfermati i soli Giovannoni, Blizzard e Chiacig.
Dopo un avvio di stagione lanciato con tre vittorie in altrettante partite, la squadra perde consecutivamente le seguenti due partite. Sabatini decide allora di esonerare Renato Pasquali e di chiamare in panchina, Matteo Boniciolli.
La squadra dà segnali di risveglio vincendo le successive quattro partite con la Solsonica Rieti, con Cantù, con Lottomatica Roma e nel derby vinto 93-67. Il 25 novembre la guardia Brett Blizzard decide autonomamente di lasciare la Virtus (salvo trovare poi un accordo con la società, rimanendo in bianconero), ma la striscia di risultati positivi prosegue. Dopo la vittoria nel derby la Virtus perde a Caserta poi in casa con Teramo.
Il giorno di Natale la Virtus vince con Ferrara, ma poche ore dopo la partita la società annuncia il taglio di Earl Boykins per motivi disciplinari. Così viene reintegrato e partecipa alla disfatta di Siena. In Toscana la Virtus perde 107 a 81 contro una grandissima Montepaschi condotta da Romain Sato (37 punti). Unico virtussino da sufficienza Guilherme Giovannoni con 23 punti. La Virtus vince la successiva gara casalinga con Montegranaro. Nonostante questo la Virtus crolla nelle successive trasferte di Treviso e Biella. A queste sconfitte fa seguito il taglio di Jamie Arnold.
La V nera comunica poi l'ingaggio al posto di Jamie Arnold di Reyshawn Antonio Terry, proveniente da Soresina, ex-NBA che in Legadue stava viaggiando con buone medie. Il 22 febbraio arriva alla finale di Coppa Italia persa 69-70 contro il Montepaschi Siena. A fine aprile la società organizza la Final Four di EuroChallenge, la Virtus dopo aver vinto la semifinale contro i ciprioti del Proteas Limassol vince la finale sui francesi dello Cholet Basket per 77-75, riportando così in Italia un trofeo europeo dopo sette anni. Keith Langford viene nominato Mvp della finale.
Il finale di stagione vede cinque sconfitte nelle ultime cinque partite precipitando dal secondo al quinto posto. I playoff vengono quindi giocati col fattore campo sfavorevole e la Virtus si arrende 3-2 alla Benetton Treviso. Dopo questa sconfitta Sabatini mette in vendita la società, esonera l'allenatore Boniciolli, rompe col gm Luchi e soprattutto mette sul mercato la bandiera bianconera, il capitano Giovannoni.

## Roster
Aggiornato al 4 gennaio 2022
| La Fortezza Virtus Bologna 2008-2009 | La Fortezza Virtus Bologna 2008-2009 |
| Giocatori                            | Staff tecnico                        |
| ------------------------------------ | ------------------------------------ |

| N. | Naz.                                        | Ruolo | Nome                     | Anno | Alt.   | Peso   |  |
| -- | ------------------------------------------- | ----- | ------------------------ | ---- | ------ | ------ |  |
| 5  | Stati Uniti (bandiera)                      | C     | Sharrod Ford             | 1982 | 206 cm | 110 kg |  |
| 6  | Finlandia (bandiera)                        | P     | Petteri Koponen          | 1988 | 193 cm | 88 kg  |  |
| 7  | Stati Uniti (bandiera) · Italia (bandiera)  | G     | Brett Blizzard           | 1980 | 191 cm | 86 kg  |  |
| 8  | Stati Uniti (bandiera) · Israele (bandiera) | AC    | Jamie Arnold             | 1975 | 203 cm | 110 kg |  |
| 9  | Italia (bandiera)                           | A     | Alex Righetti            | 1977 | 198 cm | 98 kg  |  |
| 11 | Stati Uniti (bandiera)                      | P     | Earl Boykins             | 1976 | 165 cm | 63 kg  |  |
| 12 | Brasile (bandiera) · Italia (bandiera)      | AG    | Guilherme Giovannoni (C) | 1980 | 202 cm | 102 kg |  |
| 13 | Italia (bandiera)                           | AC    | Filippo Baldi Rossi      | 1991 | 207 cm | 95 kg  |  |
| 14 | Italia (bandiera)                           | C     | Roberto Chiacig          | 1974 | 210 cm | 116 kg |  |
| 15 | Stati Uniti (bandiera)                      | G     | Keith Langford           | 1983 | 193 cm | 92 kg  |  |
| 16 | Italia (bandiera)                           | G     | Riccardo Moraschini      | 1991 | 193 cm | 82 kg  |  |
| 18 | Italia (bandiera)                           | AC    | Riccardo Malagoli        | 1988 | 207 cm | 102 kg |  |
| 19 | Italia (bandiera)                           | AG    | Federico Lestini         | 1983 | 203 cm | 98 kg  |  |
| 20 | Serbia (bandiera) · Grecia (bandiera)       | AP    | Dušan Vukčević           | 1975 | 201 cm | 88 kg  |  |
| 24 | Stati Uniti (bandiera)                      | AG    | Reyshawn Terry           | 1984 | 203 cm | 105 kg |  |
| -  | Italia (bandiera)                           | C     | Paolo Barlera (IN)       | 1982 | 216 cm | 114 kg |  |
| -  | Belgio (bandiera) · Italia (bandiera)       | G     | Dimitri Lauwers (IN)     | 1979 | 187 cm | 83 kg  |  |
| -  | Italia (bandiera)                           | AG    | Andrea Binelli           | 1991 | 199 cm |        |  |
| -  | Italia (bandiera)                           | P     | Mario Chiusolo           | 1991 | 187 cm |        |  |
| -  | Italia (bandiera)                           | AG    | Luca Fontecchio          | 1991 | 201 cm | 100 kg |  |
| -  | Italia (bandiera)                           | AG    | Giulio Gazzotti          | 1991 | 202 cm | 100 kg |  |
| -  | Italia (bandiera)                           | AC    | Simone Mantoan           | 1990 | 200 cm |        |  |
| -  | Italia (bandiera)                           | G     | Matteo Negri             | 1991 | 194 cm | 83 kg  |  |
| -  | Italia (bandiera)                           | G     | Riccardo Rossi           | 1991 |        |        |  |
| -  | Italia (bandiera)                           | AP    | Riccardo Sorghini        | 1991 |        |        |  |
| -  | Italia (bandiera)                           | P     | Claudio Tommasini        | 1991 | 197 cm | 95 kg  |  |
| -  | Italia (bandiera)                           | G     | Andrea Tugnoli           | 1992 |        |        |  |
| -  | Italia (bandiera)                           | G     | Michele Vitali           | 1991 | 196 cm | 80 kg  |  |

| Allenatore                                                                    |
| - Renato Pasquali (fino al 10 novembre) - Matteo Boniciolli (dal 10 novembre) |
| Assistente/i                                                                  |
| - / Phil Melillo - Tonino Zorzi Legenda - (C) Capitano - Infortunato Roster   |

## Mercato

### Sessione estiva
| Acquisti | Acquisti          | Acquisti           | Acquisti      | Acquisti |
| R.a      | Nome              | da                 | Modalità      |          |
| -------- | ----------------- | ------------------ | ------------- | -------- |
| P        | Earl Boykins      | Charlotte Bobcats  | definitivo    |          |
| G        | Keith Langford    | Pall. Biella       | definitivo    |          |
| AP       | Dušan Vukčević    | Olimpia Milano     | definitivo    |          |
| C        | Sharrod Ford      | Sutor Montegranaro | definitivo    |          |
| A        | Alex Righetti     | Scandone Avellino  | definitivo    |          |
| P        | Petteri Koponen   | Espoon Honka       | definitivo    |          |
| AC       | Jamie Arnold      | H. Gerusalemme     | definitivo    |          |
| AG       | Federico Lestini  | Pall. Cantù        | fine prestito |          |
| C        | Riccardo Malagoli | Castelfiorentino   | fine prestito |          |
| C        | Paolo Barlera     | Pall. Biella       | fine prestito |          |
| AP       | Delonte Holland   | Pall. Varese       | fine prestito |          |

| Cessioni | Cessioni         | Cessioni             | Cessioni       | Cessioni |
| R.       | Nome             | a                    | Modalità       |          |
| -------- | ---------------- | -------------------- | -------------- | -------- |
| AC       | Luca Garri       | Pall. Biella         | fine contratto |          |
| P        | Travis Best      | Scandone Avellino    | fine contratto |          |
| AP       | Alan Anderson    | Zenit S. Pietroburgo | fine contratto |          |
| AG       | Andrea Michelori | Juvecaserta          | fine contratto |          |
| G        | Donnie McGrath   | Egaleo               | fine contratto |          |
| A        | Matteo Da Ros    | Treviglio            | fine contratto |          |
| P        | Massimo Bulleri  | Olimpia Milano       | fine prestito  |          |
| AP       | Delonte Holland  | R.G.V. Vipers        | fine contratto |          |
| P        | Stevan Stojkov   | S.C. Gira            | fine contratto |          |

### Dopo l'inizio della stagione
| Acquisti | Acquisti       | Acquisti | Acquisti        | Acquisti   |
| R.       | Nome           | da       | Data            | Modalità   |
| -------- | -------------- | -------- | --------------- | ---------- |
| AG       | Reyshawn Terry | Triboldi | 30 gennaio 2009 | definitivo |

| Cessioni | Cessioni         | Cessioni      | Cessioni        | Cessioni    |
| R.       | Nome             | a             | Data            | Modalità    |
| -------- | ---------------- | ------------- | --------------- | ----------- |
| G        | Dimitri Lauwers  | Pall. Varese  | 8 gennaio 2009  | prestito    |
| AG       | Federico Lestini | N.B. Brindisi | 2 febbraio 2009 | prestito    |
| AC       | Jamie Arnold     | Free agent    | 6 maggio 2009   | rescissione |

## Risultati
- Serie A:
  - stagione regolare: 5ª classificata su 16 squadre (17-13);
  - playoff: eliminata ai quarti di finale (2-3)
- Coppa Italia: finalista (2-1)
- EuroChallenge: Vincente (13-3)